# Arkavaz
Arkavaz är en ort i Iran.   Den ligger i provinsen Ilam, i den västra delen av landet, 500 km sydväst om huvudstaden Teheran. Arkavaz ligger 1 326 meter över havet och antalet invånare är 14 225.
Arkavaz är administrativ huvudort i delprovinsen (shahrestan) Malekshahi.
Terrängen runt Arkavaz är kuperad åt sydväst, men åt nordost är den bergig.Runt Arkavaz är det glesbefolkat, med 15 invånare per kvadratkilometer. Arkavaz är det största samhället i trakten. Omgivningarna runt Arkavaz är i huvudsak ett öppet busklandskap.